# Andoki bíbic
Az andoki bíbic (Vanellus resplendens) a madarak osztályának lilealakúak (Charadriiformes) rendjébe, ezen belül a lilefélék (Charadriidae) családjába tartozó faj.

## Rendszerezése
A fajt Johann Jakob von Tschudi svájci ornitológus írta le 1843-ben, a Charadrius nembe Charadrius resplendens néven. Sorolják a Belonopterus nembe Belonopterus resplendens néven is.

## Előfordulása
Az Andok hegységben, Argentína, Bolívia, Chile, Kolumbia, Ecuador és Peru területén honos. Természetes élőhelyei a szubtrópusi vagy trópusi magaslati füves puszták, mocsarak, folyók és patakok környékén. Magaslati vonuló.

## Megjelenése
Átlagos testhossza 33 centiméter, testtömege 193–230 gramm.

## Természetvédelmi helyzete
Az elterjedési területe nagyon nagy, egyedszáma 670-6700 példány közötti és stabil. A Természetvédelmi Világszövetség Vörös listáján nem fenyegetett fajként szerepel.